# Sans Soleil (Album)
Sans Soleil ist ein Musikalbum von Chris Williams und Patrick Shiroishi. Die Aufnahmen erschienen am 7. Mai 2021 auf Astral Spirits.

## Hintergrund
Das Album Sans Soleil erschien bei Astral Spirits als Audio-Kassette in einer limitierten Auflage von 200 Exemplaren bzw. in einer Download-Option. Es enthält sieben frei improvisierte Duette. Chris Williams, der zuvor mit Musikern wie Eyvind Kang, Nicole Mitchell und Fay Victor zusammengearbeitet hat, spielt auf Sans Soleil Trompete, Kornett, Flügelhorn, Synthesizer und Objekte. Patrick Shiroishi spielt Alt-, Tenor-, Bariton-, Sopran- und Sopranino-Saxophon sowie Klarinette, elektrische Zahnbürste und Glockenspiel. Mit Sans Soleil II (2022) setzten die beiden Musiker ihre Zusammenarbeit fort.

## Titelliste
- Chris Williams & Patrick Shiroishi: Sans Soleil (Astral Spirits AS157)[2]

1. Cherry 9:31
2. The Last Rhodesian Was a Lie 9:31
3. HistoryIs Violent 10:26
4. In the Pines, in the Pines 12:36
5. Present Looms 6:07
6. [Mis]quoting Spirituals 10:24
7. Winters Flow into Springs 6:36

Die Kompositionen stammen von Chris Williams und Patrick Shiroishi.

## Rezeption
Der amerikanische Trompeter Chris Williams und der Saxophonist Patrick Shiroishi seien viel mehr als einfach nur Blech- und Holzbläser, schrieb Eyal Hareuveni (Salt Peanuts). Williams und Shiroishi wollten etwas Größeres über die enge, dialogische Beziehung zwischen diesen Instrumenten und die klanglichen Möglichkeiten einer intimen Begegnung zwischen zwei begabten Improvisatoren aussagen. Dies taten sie in sieben frei improvisierten Duetten, die alle unterschiedliche Atmosphären und Stimmungen entfalteten und damit reichhaltige, fantasievolle Idiome  hervorhoben, die den Free Jazz als eine von vielen Inspirationsquellen nutze. Das spärliche Eröffnungsstück „Cherry“ würde wie eine zeremonielle Einführung in „Sans Soleil“ klingen, in der geduldig die persönlichen erweiterten Atemtechniken erkundet werden, die sowohl Williams als auch Shiroishi während dieses Treffens anwenden würden. Diese beiden jungen Improvisatoren seien die Besten ihres Fachs, kraftvoll, gewandt, weise und voller Leidenschaft.